# Маріан де Свардт
Маіан де Свардт (афр. Mariaan de Swardt) —  південноафриканська тенісистка, що спеціалізувалася в основному на парній грі, чемпіонка Ролан-Гарросу та Австралії в міксті.
Дві перемоги в турнірах Великого шолома де Свардт виборола в змішаному парному розряді, граючи зі співвітчизником Девідом Адамсом. Вона також грала в фіналі Вімблдону в парному розряді, де її партнеркою була Олена Татаркова.
Після завершення активних виступів де Свардт працювала коментатором Євроспорту та на південноафриканському телебаченні. Зараз вона мешкає в США й працює тенісним тренером.

## Фінали турнірів Великого шолома

### Пари: 1 фінал
| Результат | Рік  | Турнір                    | Поверхня | Партнерка       | Супротивниці                    | Рахунок  |
| --------- | ---- | ------------------------- | -------- | --------------- | ------------------------------- | -------- |
| Поразка   | 1999 | Wimbledon, United Kingdom | Трава    | Олена Татаркова | Ліндсі Девенпорт Коріна Мораріу | 4–6, 4–6 |

### Мікст: 2 титули
| Результат | Рік  | Турнір          | Поверхня | Партнер     | Супротивники               | Рахунок            |
| --------- | ---- | --------------- | -------- | ----------- | -------------------------- | ------------------ |
| Перемога  | 1999 | Australian Open | Хард     | Девід Адамс | Макс Мирний Серена Вільямс | 6–4, 4–6, 7–6(7–5) |
| Перемога  | 2000 | French Open     | Ґрунт    | Девід Адамс | Тодд Вудбрідж Ренне Стаббс | 6–3, 3–6, 6–3      |

## Фінали турнірів  WTA

### Одиночний розряд: 1 титул
| Результат | №  | Дата           | Турнір                    | Поверхня | Супротивниця | Рахунок       |
| Перемога  | 1. | 16 серпня 1998 | Бостон, Массачусеттс, США | Хврд     | Барбара Шетт | 3–6, 7–6, 7–5 |

### Парний розряд: 9 (4 титули)
| №        | Дата | Турнір         | Поверхня                 | Партнерка | Супротивниці       | Рахунок                               |               |
| -------- | ---- | -------------- | ------------------------ | --------- | ------------------ | ------------------------------------- | ------------- |
| Поразка  | 1.   | 30 квітня 1995 | Барселона, Іспанія       | Ґрунт     | Іва Майолі         | Лариса Савченко Аранча Санчес Вікаріо | 5–7, 6–4, 5–7 |
| Перемога | 2.   | 20 травня 1995 | Борнмут, Велика Британія | Ґрунт     | Руксандра Драгомір | Керрі-Енн Г'юз Патрісія Гі            | 6–3, 6–5      |
| Поразка  | 3.   | 4 лютого 1996  | Токіо, Японія            | Килим (i) | Іріна Спирля       | Джиджі Фернандес Наташа Звєрєва       | 6–7, 3–6      |
| Перемога | 4.   | 19 травня 1996 | Кардіфф, Велика Британія | Ґрунт     | Катріна Адамс      | Ельс Калленс Лоранс Куртуа            | 6–0, 6–4      |
| Перемога | 5.   | 20 червня 1998 | Істборн, Велика Британія | Grass     | Яна Новотна        | Аранча Санчес Вікаріо Наташа Звєрєва  | 6–1, 6–3      |
| Поразка  | 6.   | 16 серпня 1998 | Бостон, США              | Хард      | Мері Джо Фернандес | Ліза Реймонд Ренне Стаббс             | 4–6, 4–6      |
| Поразка  | 7.   | 30 серпня 1998 | Нью-Гейвен, США          | Хард      | Яна Новотна        | Александра Фусаї Наталі Тозья         | 1–6, 0–6      |
| Поразка  | 8.   | 18 жовтня 1998 | Цюрих, Швейцарія         | Хард (i)  | Олена Татаркова    | Вінус Вільямс Серена Вільямс          | 7–5, 1–6, 3–6 |
| Перемога | 9.   | 16 січня 1999  | Гобарт, Australia        | Хард      | Олена Татаркова    | Алексія Дешом-Баллере Емілі Луа       | 6–1, 6–2      |

## Зовнішні посилання
- Досьє на сайті WTA [Архівовано 16 червня 2018 у Wayback Machine.]

## Виноски
1. ↑  Player Profile // WTA website
2. ↑  Sports-Reference.com

| Тенісист | Це незавершена стаття про тенісиста чи тенісистку. Ви можете допомогти проєкту, виправивши або дописавши її. |